# Heidesand

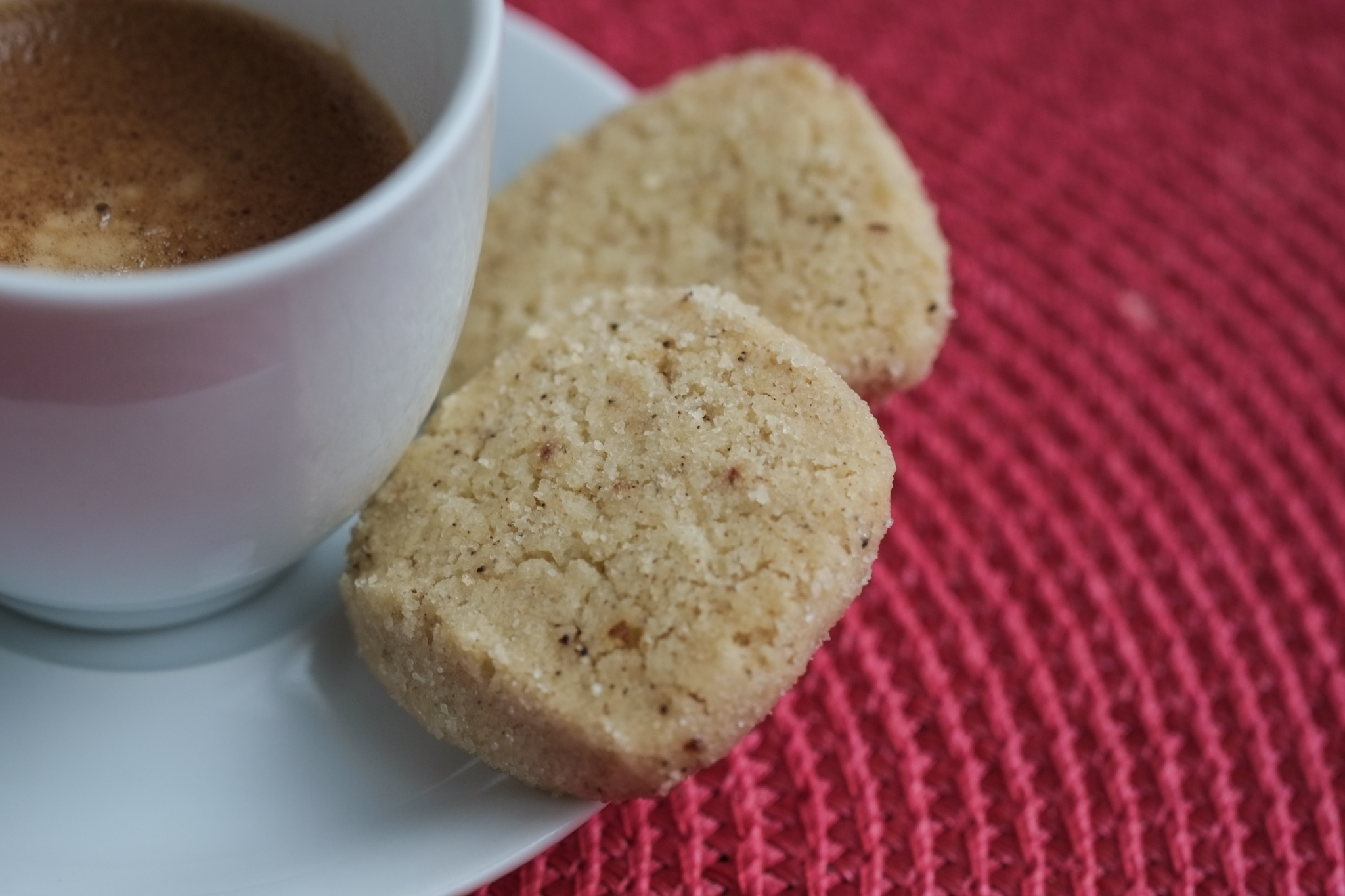
Heidesand

Bei Heidesand handelt es sich um Plätzchen bzw. Teegebäck aus Mürbeteig. In Norddeutschland gelten sie als traditionelles Weihnachtsgebäck.
Die Plätzchen bestehen aus Mehl, Zucker und Butter oder Backmargarine. Zusätzlich können Eier, Milch, Vanillezucker und Backpulver hinzugegeben werden, teils auch geriebene Zitronenschale und Marzipanrohmasse. Neben dem klassischen Heidesand aus den genannten Zutaten gibt es verschiedene Variationen, zum Beispiel mit Ingwer und Orangen oder mit Rosmarin.
Zur Vorbereitung wird die Butter geschmolzen und leicht angebräunt. Nach dem Abkühlen verarbeitet man sie zusammen mit den anderen Zutaten zu einem Mürbeteig. Dieser wird zu Rollen geformt und anschließend einige Zeit gekühlt. Für die Zubereitung schneidet man die Rollen in Scheiben von ca. 1 cm Dicke, legt sie auf ein Kuchenblech und backt sie im Backofen. Teilweise werden sie vor dem Backen mit Zucker bestreut oder in Zucker gewälzt, dies kann auch nach dem Backen geschehen.